# Whataburger
Whataburger er en fastfoodrestaurantkæde, der specifikt laver hamburgere. Det blev grundlagt i 1950 i byen Corpus Christi i Texas i USA.
| Restaurant | Spire Denne artikel om en restaurant eller et spisested er en spire som bør udbygges. Du er velkommen til at hjælpe Wikipedia ved at udvide den. |